# Hoffnung
Hoffnung (Esperanza) es el 12° álbum de estudio de Lacrimosa, se lanzó el 6 de noviembre de 2015 bajo el sello de Hall of Sermon.
Para este álbum Hall of Sermon lanza dos ediciones: La edición estándar y edición deluxe, la cual incluye una canción extra (Keine Schatten mehr - Jubiläums Version) y el DVD "Live in Mexico City" grabado en la Ciudad de México el 13 de abril de 2013 en el auditorio BlackBerry durante la gira Revolution. 
En México se lanza 3 ediciones: La edición estándar, la digibook y la Earbook

## CD Hoffnung HoS
1. Mondfeuer (15:15)
2. Kaleidoskop (06:16)
3. Unterwelt (03:50)
4. Die unbekannte Farbe (05:35)
5. Der Kelch der Hoffnung (03:24)
6. Thunder and Lightning (03:55)
7. Tränen der Liebe (06:39)
8. Der freie Fall ? Apeiron, Part 1 (06:17)
9. Keine Schatten mehr (02:28)
10. Apeiron ? Der freie Fall, Part 2 (09:07)

## CD Hoffnung Deluxe Edition HoS
1. Mondfeuer (15:15)
2. Kaleidoskop (06:16)
3. Unterwelt (03:50)
4. Die unbekannte Farbe (05:35)
5. Der Kelch der Hoffnung (03:24)
6. Thunder and Lightning (03:55)
7. Tränen der Liebe (06:39)
8. Der freie Fall ? Apeiron, Part 1 (06:17)
9. Keine Schatten mehr (02:28)
10. Apeiron - Der freie Fall, Part 2 (09:07)
11. Keine Schatten mehr ? Jubiläums-Version (03:17)

Bonus: DVD Live in Mexico City

## CD Hoffnung Digibook (México) Scarecrow
1. Mondfeuer (15:15)
2. Kaleidoskop (06:16)
3. Unterwelt (03:50)
4. Die unbekannte Farbe (05:35)
5. Der Kelch der Hoffnung (03:24)
6. Thunder and Lightning (03:55)
7. Tränen der Liebe (06:39)
8. Der freie Fall ? Apeiron, Part 1 (06:17)
9. Keine Schatten mehr (02:28)
10. Apeiron - Der freie Fall, Part 2 (09:07)
11. Keine Schatten mehr ? Jubiläums-Version (03:17)

Bonus: DVD Live in Mexico City y CD promocional

## CD Hoffnung Earbook (México) Scarecrow
1. Mondfeuer (15:15)
2. Kaleidoskop (06:16)
3. Unterwelt (03:50)
4. Die unbekannte Farbe (05:35)
5. Der Kelch der Hoffnung (03:24)
6. Thunder and Lightning (03:55)
7. Tränen der Liebe (06:39)
8. Der freie Fall ? Apeiron, Part 1 (06:17)
9. Keine Schatten mehr (02:28)
10. Apeiron - Der freie Fall, Part 2 (09:07)
11. Keine Schatten mehr ? Jubiläums-Version (03:17)

Bonus: DVD Live in Mexico City y EP Heute Nacht